# Tommaso Brandini
Tommaso Brandini war ein italienischer Bildhauer des Barock, der im 18. Jahrhundert in Rom aktiv war.

## Leben
Brandini war zwischen 1730 und 1750 an der Ausgestaltung verschiedener Kirchen in Rom beteiligt. Zu seinen bedeutendsten Werken zählt eine der ursprünglich 15  kolossalen Marmorstatuen, der heilige Bernhard, die er 1735 für die Fassade der Basilica San Giovanni in Laterano schuf. Diese Statuen wurden im Auftrag von Papst Clemens XII. nach Entwürfen des Architekten Alessandro Galilei angefertigt. Des Weiteren stammt eine Darstellung der heiligen Helena an der Fassade von Santa Croce in Gerusalemme aus dem Jahr 1744.